# Économie de Cuba sous Batista
La République de Cuba, sous le régime autoritaire du général Fulgencio Batista, est dominée économiquement par les États-Unis et souffre du poids écrasant du secteur sucrier. Les statistiques font apparaître un PIB plus importants que nombre de pays du tiers-monde. Cependant, les richesses du pays sont concentrées dans la région de La Havane et la majorité de la population vit dans des conditions misérables et n'a accès ni à l'éducation ni aux soins de santé.

## Population et niveau de vie
Au début des années 1950, la République de Cuba compte 5,8 millions d'habitants. La ville principale, et capitale, est La Havane (783 000 h en 1953) au centre d'une agglomération de 1,19 million d'habitants.
Contrairement à la présentation de la propagande castriste, la situation économique de Cuba est à la fin des années 1950, au même niveau que celles des pays les plus développés de l’Amérique latine. En 1958, Cuba se classe en quatrième position pour l’espérance de vie et pour le Produit intérieur brut par habitant. Celui-ci est alors similaire à ceux de l’Italie, l’Espagne ou la Grèce, pays pauvres de l’Europe. Le taux d’alphabétisation de Cuba est de 76,4 % soit la quatrième place pour les pays de l’Amérique latine. Le réseau de voies ferrées est le plus développé et ce sont les Cubains qui possèdent le plus grand nombre d’appareils électroménagers par habitant. La presse offre 58 quotidiens et 129 magazines, sous le régime castriste deux quotidiens Granma et Juventud Rebelde sont diffusés.

## L'agriculture, les forêts, la pêche

### L'agriculture exportatrice
L'économie cubaine est dominée par un dense réseau de plantations où domine avant tout le secteur sucrier. Si l'île compte 5 600 km de voies de chemin de fer, les voies réservées aux plantations représentent 4 627 km.

#### Le puissant secteuragroalimentairesucrier
L'agriculture cubaine est la plus riche des Antilles. C'est une agriculture de plantations, produisant avant tout du sucre de canne pour l'exportation ou pour la production d'alcool. En 1952, la production de sucre atteint 5,16 millions de tonnes.
Les grands districts producteurs se situent dans l'Est de l'île : districts de Camagüey, Santa Clara et Matanzas.

#### Tabac et cigares
Le tabac est l'autre production exportatrice. En 1952, 51000 hectares de terres arables lui sont consacrés. La production atteint cette année-là 38 600 tonnes.
Le tabac est cultivé dans l'Ouest de l'île, en particulier dans le district de Vuelta Abajo (50 % de la production).
La ville de La Havane est le centre mondial de fabrication de cigares appelés justement havanes.

#### Les autres productions agricoles majeures
- Après une longue diminution de la production, la production de café progresse à nouveau. En 1952, 80000 hectares (essentiellement dans l'Est de l'île) sont consacrés à la culture des caféiers, soit une production de 27 000 tonnes.

- Les productions fruitières sont de plus en plus dynamiques, caractérisées par la variété et la qualité : bananes, ananas, agrumes et en particulier pomelos cultivés dans l'île des Pins exportés vers les États-Unis.

#### Le bois
Les forêts cubaines, longtemps défrichées, couvrent encore 26,2 % du territoire, soit plus de 3 millions d'hectares, essentiellement dans les montagnes de l'Est de l'île et dans le district de Camagüey. Leur exploitation est très rentable car elle est riche en essences précieuses: cèdre, acajou, majagua (en).

### L'agriculture vivrière

#### Unecéréaliculturedéficitaire
Les cultures céréalières, faute de terres suffisantes et d'un rendement élevé, sont structurellement déficitaires: 
- Le maïs est la culture vivrière traditionnelle de l'Amérique latine; 150000 hectares lui sont consacrés, pour une récolte de 1,5 million de tonnes en 1952.
- Le riz, cultivé dans les terres basses, sur 63000 hectares, connaît des rendements plus élevés avec 1,26 million de tonnes.
- Le blé est également cultivé, mais sur des surfaces plus réduites.
- La patate douce, localement, est un complément alimentaire apprécié en complément ou en remplacement des céréales.

#### L'élevage extensif
L'élevage était très important à l'époque de la colonisation espagnole, et même s'il a reculé face à l'extension des plantations, sa valeur économique, mais aussi culturelle, reste considérable. Les chiffres pour 1952 :
- Le cheptel bovin, avec 4,033 millions de têtes, correspond à un type d'élevage extensif hérité de la période coloniale. Les troupeaux sont élevés en semi-liberté sur de vastes espaces.

- Les élevages porcins sont le 2e en quantité, avec 1,286 million de porcs, contre 194000 ovins seulement.

- Les chevaux (412000), les mulets (31000) et les ânes (3000) sont avant tout des animaux élevés pour le travail, dans un monde rural encore peu mécanisé.

- Secteur agricole particulier, l'apiculture est fameuse pour la qualité du miel produit, dont d'importantes proportions sont exportées.

### Un modeste secteur de la pêche
La pêche n'est pas un secteur traditionnellement très dynamique dans la culture cubaine. Les bateaux restent petits et le tonnage des prises est faible. Les deux exceptions sont, d'une part, les langoustes, d'excellente qualité; et d'autre part les éponges.

### Les mines et leshydrocarbures

#### Les minerais
- L'île de Cuba compte des réserves en minerais de fer, qui sont exploitées depuis longtemps.

- Les minerais les plus rentables au  niveau de l'extraction minière sont cependant la chromite et le manganèse, exploités sur le site d'El Cristo, près de Santiago.

- Des mines de cuivre moins importantes sont exploitées à Matahambre et à Pinar del Rio.

#### Le pétrole
Les gisements de pétrole sont modestes, cependant ils sont exploités en petites quantités à Matambo, district de Matanzas, et à Jarahueca.

### Un secteur industriel naissant
L'industrie est généralement d'importance locale, et en cours de modernisation. Par contre, elle frappe par la variété de ses productions.
- Les industries agroalimentaires transforment le sucre des cannes en sucre raffiné exportable, ou bien celui-ci est distillé en alcool. Cuba compte également plusieurs brasseries de bière.

- L'agglomération de La Havane est le centre mondial de la fabrication de cigares à forte valeur ajoutée, les havanes ; lui sont associées des manufactures de tabac plus traditionnelles.

- La cimenterie, surtout l'usine de Mariel dans le district de Pinar del Rio, réponde aux besoins du marché de la construction: en 1952, 418 000 tonnes de ciment ont été fabriquées.

- L'industrie textile dispose de 40600 fuseaux à coton. Les 2 centres principaux sont Matanzas et Ariguanabo. L'usine de Matanzas fabrique également de la rayonne.

- Les petites usines et ateliers des centres urbains fabriquent du savon, des bougies, des chaussures et des allumettes.

## La mafia et le tourisme à Cuba
La mafia rêvait avant 1959 de faire de Cuba un état mafieux. Elle proposait tout aux touristes : jeu, prostitution et drogue. C'était la même mafia italo-américaine que dans les grandes villes des États-Unis. Dans ce dernier pays, les liens entre la mafia et les politiciens sont très forts, comme en 1932 quand la mafia finançât les campagnes des deux candidats aux élections présidentielles Herbert Hoover et Franklin Roosevelt. Cuba devait être la dernière étape de la modernisation de la mafia : ses chefs voulaient une multinationale légale afin de ne pas être harcelés par la police.
À partir de 1930, l'hôtel Nacional est le quartier général de Lucky Luciano et Meyer Lansky où l’establishment cubain, hommes d'affaires, politiciens et généraux, côtoient des clients américains fortunés et influents, des stars du cinéma et les boss des familles mafieuses qui sont installées à La Havane.
La stratégie de départ de Lansky consiste à attirer les clients fortunés de l'hôtel vers les tables de jeu pour les plumer, les acheter en leur faisant cadeau de leurs dettes de jeu ou les faire chanter après leur avoir fourni des prostituées ou des films pornographiques hardcore. La construction à La Havane et aux alentours d'un grand nombre d'hôtels de luxe avec casino et cabaret requiert des sommes colossales. Puisque tout semble légal, il est facile de trouver des investisseurs américains, d'autant que les bénéfices promettent d'être considérables.
Le fait qu'en dehors de La Havane, Cuba soit sous-développée ne gène pas du tout Landsky. Le tabac et le sucre, principales sources de revenu, sont aux mains de monopolistes principalement américains. Les ouvriers cubains mourraient de faim. Ils n'avaient pas le moindre lopin de terre à cultiver et la récolte du tabac et de la canne ne durait que 3 mois. Ils empruntaient de l'argent à des usuriers à des taux de 20 pour cent et il fallait bien qu'ils remboursent. Il n'y avait ni école ni enseignant pour la majorité des 6 millions de cubains.
Les autres secteurs économiques de Cuba étaient en grande partie aux mains de multinationales américaines. Prescott Bush possédait d'immenses domaines et des concessions pétrolières à Cuba. Pour s'assurer le contrôle du sucre et du nickel d'importance stratégique, les États-Unis soutiennent une classe dirigeante corrompue et liée à la mafia.
En 1946 a lieu à l'hôtel Nacional de La Havane le plus grand rassemblement mafieux de l'histoire avec plus de 1000 participants. Il n'en existe aucune photographie. Mais le vent tourne. Au début des années 1950, le FBI considère désormais que la mafia est, comme les communistes, une menace nationale. Les moyens financiers et techniques du FBI impressionnent même la mafia. C'est pourquoi La Havane devient encore plus importante aux yeux de l'organisation criminelle.
La CIA a préparé le retour au pouvoir de Batista en fomentant des troubles et des attentats. Avec le coup d'état de Batista en 1952, les intérêts américains à Cuba sont protégés. Pour le politologue Karl E. Meyer, les parrains de Cosa nostra, comme Lucky Luciano et Santo Trafficante, ainsi que le chef de la Kosher Nostra judéo-américaine Meyer Lansky, s’installent au cœur de l’appareil étatique cubain et font de La Havane le « bordel des États-Unis ». Ils régissent les casinos, les cabarets, les cinémas porno, la prostitution, le blanchiment d’argent, les ventes de drogues, d’armes et, bien sûr, la corruption.
Un accord est conclu entre Batista et Meyer Lansky. Il prévoit que le gouvernement cubain et la mafia financent ensemble la construction d'hôtels de luxe avec des casinos haut de gamme sous le contrôle exclusif de la mafia. Batista et son clan reçoivent régulièrement une partie des bénéfices. La capitale cubaine change rapidement de visage. Les autorités font construire de larges avenues pour faciliter le déplacement des grosses américaines ainsi qu'une grande promenade en bord de mer, le Malecon, pour relier entre eux les hôtels de luxe. Ces travaux dissimulent une activité illégale même à Cuba : le blanchiment d'argent. Le trafic de drogue vers les États-Unis transitait par l'aéroport militaire de La Havane. La Trust Company of Cuba (la banque nationale de Cuba) s'employait à maquiller ces comptes.
L'argent de la prostitution, totalement contrôlée par la mafia, était aussi blanchi par des circuits douteux. D'autres trafics viennent se rajouter comme ceux de l'or et des diamants. Derrière la façade flamboyante de La Havane, un état criminel s'est mis en place. En pleine guerre froide, les dictateurs et la mafia sont des alliés incontournables pour les États-Unis. C'est à Cuba que fut mise sur pied la première police anticommuniste. En plus des communistes, tous ceux qui exprimaient une pensée libérale ou antifasciste furent persécutés. Cela n'a pas empêché que de nombreuses grèves contre les salaires de misère se développent. Vers la fin des années 1950, la violence de la répression policière était à son comble.
En 1954, sous l'impulsion de Meyer Lansky, les autorités annoncent un projet dont le but est de sécuriser les hôtels de luxe et les lieux de divertissement haut de gamme de la mafia : il ne s'agit pas moins que de couper l'île en deux avec en canal dans la zone de Matanzas jusqu'à la côte sud. Cela revenait à séparer du reste du pays la partie riche de Cuba. La construction du canal est empêchée par la mobilisation du peuple en révolte. Dans l'est de l'île, les rebelles réussissent à mobiliser la population contre le régime de Batista.
L'universitaire Samuel Farber relativise cette analyse considérant que l'importance économique que les États-Unis accordaient aux casinos, à la prostitution et à la mafia était exagérée.

## Un commerce extérieur excédentaire
- Les exportations sont dominées, de très loin, par la filière du sucre (85 à 90 % des exportations en valeur, selon les années). Cuba exporte du tabac, des cigares et cigarettes, et d'autres productions agricoles, en particulier les pomelos.

- Les importations montrent que Cuba ne dispose pas encore d'un secteur manufacturier capable de répondre aux besoins locaux: produits alimentaires, machineries et armement, tissus, produits chimiques, papiers et dérivés, etc. Par exemple, l'île exporte du sucre brut et importe du sucre raffiné.

## Le poids du capital américain
Avant 1959, la grande finance américaine, Morgan de 1914 à 1929-33, Rockefeller de 1933 à 1958 (les deux groupes Rockefeller, celui de William Rockefeller structuré autour de la National City Bank et celui de John Rockefeller autour de la Standard Oil et de la Chase Manhattan Bank), contrôle à Cuba tout ce qui crée du profit. 
Tout était exploité au possible : la production sucrière (Cuba, premier exportateur de sucre brut au monde, en était réduit vers 1930 à importer du sucre raffiné des États-Unis), les mines (nickel), l’énergie, les chemins de fer, les transports urbains, le téléphone, le tabac, les fruits tropicaux, la consommation (Coca Cola, Propter & Gamble étaient là, de même que Goodyear), ainsi que le secteur bancaire (jusqu’à la Banque centrale), la terre... Cuba était très dépendant des États-Unis.